# Tomografia a emissione di fotone singolo
La tomografia ad emissione di fotone singolo, meglio conosciuta con l'acronimo SPECT (dall'inglese Single Photon Emission Computed Tomography), è una tecnica tomografica di imaging medico della medicina nucleare che adopera una radiazione ionizzante, i raggi gamma.
È molto simile all'imaging "planare" (scintigrafia) della medicina nucleare convenzionale, per il fatto che adopera una gamma camera, ma è anche in grado di fornire veri dati biotopologici in 3D: questa informazione viene tipicamente presentata come sezioni assiali "a fetta" del paziente, ma la potente elaborazione delle immagini computerizzata può facilmente riformattarle in sezioni sagittali o coronali, oppure, a seconda delle necessità, manipolarle con tecniche di sottrazione di alcune strutture e con la ricostruzione perfettamente roteabile della struttura isolata da studiare.

## Principi

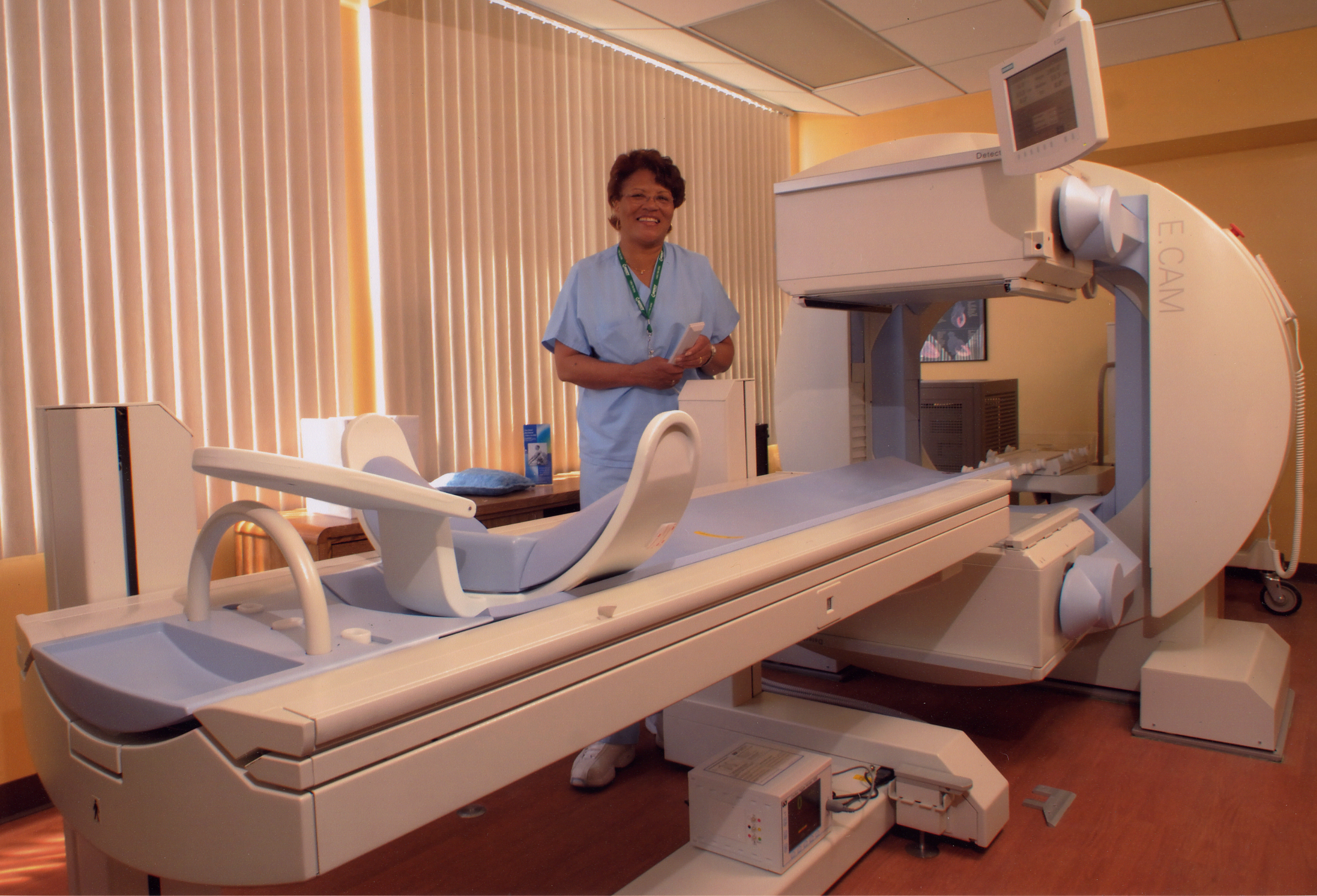
Gamma camera Siemens E.Cam SPECT

Il cosiddetto imaging SPECT viene eseguito adoperando una gamma camera per acquisire molteplici proiezioni 2D da molteplici angoli. La metodica necessita della pregressa somministrazione di un radiofarmaco che permette la distribuzione di un radionuclide nel corpo del paziente. La distribuzione di questo radiofarmaco è variabile in base alle condizioni fisiopatologiche del paziente e del tipo di sostanza utilizzata. In seguito all'acquisizione delle viste, un computer viene impiegato per eseguire un algoritmo di ricostruzione tomografica partendo dalle numerose proiezioni, dando luogo ad un dataset 3D. Questo insieme di dati può essere in seguito manipolato, per mostrare sezioni sottili lungo qualsiasi asse del corpo , con elaborazioni simili a quelle di altre tecniche tomografiche, come l'imaging a risonanza magnetica, la tomografia computerizzata, e la PET.
Dal momento che l'acquisizione delle immagini fatta dalla SPECT è molto simile alla scintigrafia, si possono utilizzare gli stessi radiofarmaci. Se le immagini scintigrafiche dovessero risultare inconcludenti riguardo alla presenza o assenza di patologia, è possibile il passaggio del paziente alla macchina SPECT (oppure la riconfigurazione della camera, quando possibile) senza la necessità di ulteriori somministrazioni di radiofarmaci.
Per captare immagini SPECT, la gamma camera viene ruotata attorno al paziente. Le diverse proiezioni vengono ottenute in punti definiti durante la rotazione, tipicamente ogni 3-6°. In molti casi si esegue una rotazione di 360°, che permette di ottenere una ricostruzione 3D ottimale. Il tempo necessario per ottenere ogni proiezione è variabile, ma è tipica una durata di 15-20 secondi. Questo comporta un tempo totale di scansione di circa 15-20 minuti.
Alcune gamma camere sono multi-presa, permettono l'acquisizione di più viste contemporaneamente, risultando più rapide. Una camera quindi doppia può essere utilizzata posizionando i due obiettivi a 180° di distanza, allo stesso modo utilizzando gamma camere triple, con distanza tra gli obiettivi di 120°.

### Ricostruzione
Le immagini ricostruite hanno generalmente una risoluzione di 64×64 o 128×128 pixel, con pixel di dimensioni che possono variare tra i 3 e i 6 mm. Il numero di proiezioni acquisite è scelto in modo da essere approssimativamente uguale all'ampiezza dell'immagine risultante. In generale, le immagini ricostruite risultanti saranno di minore risoluzione, avranno un rumore maggiore rispetto alle immagini planari e saranno suscettibili di artefatti.
La scansione richiede tempo ed è essenziale che durante il processo di acquisizione il paziente non si muova. I movimenti possono causare un significativo deterioramento dell'immagine ricostruita, anche se le tecniche di ricostruzione dell'immagine che compensano il movimento stesso possono venire in aiuto in questo senso. Pure, una distribuzione altamente irregolare del radio farmaco può essere causa potenziale di artefatti.
(Questa è una limitazione dell'algoritmo di ricostruzione di retro proiezione filtrata. La ricostruzione iterativa è un algoritmo alternativo che sta prendendo sempre maggior piede, in quanto meno sensibile agli artefatti ed in grado anche di correggere per attenuazione).
L'attenuazione dei raggi gamma all'interno del corpo può portare a una significativa sottostima dell'attività dei tessuti profondi se confrontati con i tessuti superficiali. Una correzione per approssimazione è possibile, basandosi sulla posizione relativa dell'attività. Tuttavia, una correzione ottimale si ottiene misurando i valori di attenuazione. Gli strumenti SPECT moderni sono dotati di scanner a raggi X per la TC. Dato che le immagini a raggi x risultanti dalla TC rappresentano una mappa di attenuazione dei tessuti, questa informazione può essere incorporata nella ricostruzione SPECT per la correzione per attenuazione. Essa fornisce inoltre un'immagine TC con ulteriori informazioni anatomiche.

## Applicazioni
La SPECT può essere utilizzata per completare qualsiasi studio di gamma imaging, in cui una reale rappresentazione 3D può essere utile, come ad esempio imaging tumorale, imaging di infezioni (leucociti), imaging della tiroide, imaging delle ossa.
Dato che la SPECT permette un'accurata localizzazione nello spazio 3D, può essere utilizzata per fornire informazioni sulle funzioni localizzate degli organi interni, come ad esempio la funzionalità cardiaca o l'imaging del cervello.

### Neuroimaging funzionale
In generale, il tracciante gamma-emittente utilizzato nel neuroimaging funzionale è il 99mTc-HMPAO (99mTc-esametil-propilene-amino-ossima), anche chiamato 99mTc-esametazima. Il 99mTc è un isomero nucleare metastabile in grado di emettere raggi gamma rilevabili da una gamma camera. Quando è unito ad un HMPAO, il 99mTc può essere assorbito dal tessuto cerebrale in maniera proporzionale al flusso di sangue, cosicché il flusso sanguigno cerebrale possa essere rilevato dalla gamma camera nucleare.
Dato che il flusso sanguigno nel cervello è strettamente correlato al metabolismo locale e all'energia utilizzata dal cervello, il tracciante 99mTc-HMPAO (così come il similare 99mTc-ECD) è utilizzato per rilevare il metabolismo cerebrale regione per regione, nel tentativo di diagnosticare e differenziare le diverse cause patologiche della demenza. Metanalisi di molti studi suggeriscono che la SPECT con questo tracciante abbia una sensibilità pari al 74% nella diagnosi della malattia di Alzheimer, contro l'81% di sensibilità dell'esame clinico (test cognitivi, ecc.). Studi più recenti hanno mostrato un'accuratezza della SPECT nella diagnosi di Alzheimer pari all'88%. Nella metanalisi, la SPECT risultava essere superiore all'esame clinico e ai criteri clinici (91% contro 70%) nella capacità di differenziare la malattia di Alzheimer dalle demenze vascolari. Quest'ultima capacità si riferisce all'imaging SPECT del metabolismo locale del cervello, in cui la perdita di metabolismo corticale rilevata negli stroke multipli differisce chiaramente dalla più irregolare o “liscia” perdita di funzioni corticali non occipitali tipica della malattia di Alzheimer.

### Acquisizionegated, sostituto della coronarografia
Acquisizioni gated cardiache, che sostituiscono l'altamente invasiva coronarografia (mezzo di contrasto rilasciato direttamente nella radice aortica, in corrispondenza degli osti coronarici, risalendo arterie iliache e aorta), sono possibili con la SPECT, proprio come tramite tecniche di imaging planari come lo MUGA. Innescata dall'ECG per ottenere informazioni differenziali sul cuore in varie parti del suo ciclo, SPECT gated miocardiche possono essere utilizzate per ottenere informazioni quantitative sulla perfusione miocardica, lo spessore e la contrattilità del miocardio durante le varie fasi del ciclo cardiaco; ma anche per permettere il calcolo della frazione di eiezioni ventricolare sinistra, il volume dello stroke e la gittata cardiaca.

### Applicazioni nell'industria nucleare
Nel settore dell'energia nucleare, la tecnica della SPECT può essere impiegata per tracciare la distribuzione dei radioisotopi nel combustibile nucleare precedentemente irraggiato. A seguito dell'irraggiamento del combustibile nucleare (e.g. l'uranio) da parte dei neutroni in un reattore nucleare, una vasta gamma di radionuclide gamma-emittenti sono prodotti all'interno del combustibile, sia come prodotti di fissione (cesio-137, bario-140 ed europio-154) che come prodotti d'attivazione (cromo-51 e cobalto-58). Questi possono essere visualizzati usando la SPECT con l'obiettivo di verificarne la presenza nelle barre di combustibile immagazzinate nei depositi nucleari per i controlli di sicurezza IAEA, per validare i risultati di codici di simulazione del nocciolo, o studiare il comportamento del combustibile nucleare durante la normale funzionamento o in condizioni di incidente.